# Česko-rakouské vztahy
Česko–rakouské vztahy jsou bilaterální a sousedské vztahy mezi Českem a Rakouskem, dvěma vnitrozemskými státy Evropské unie. V roce 2019 z výzkumu agentury STEM vyplynulo, že Češi mají k Rakousku druhý nejpozitivnější vztah ze všech zemí světa. Oba státy spojuje 362 kilometrů společné hranice, která může být podle Schengenské smlouvy kdekoli překročena bez hraniční kontroly.

## Historie vztahů

### Před druhou světovou válkou
Česko a Rakousko mají dlouhou společnou historii sahající do poloviny 13. století. Obě území byla poprvé sjednocena v letech 1253–1276 pod vládou Přemysla Otakara II. a později se spojily znovu, tentokrát i s Uherskem, a pod vládou dynastie Habsburků se staly jednou z hlavních mocností v Evropě, která trvala od roku 1526 až do roku 1918. Původně personální unie se v průběhu staletí přetvořila v centralizovanou monarchii s hlavním sídlem vlády ve Vídni (Praha byla hlavním městem jen v letech 1583–1611), která byla v důsledku rozmáhajícího se nacionalismu ve střední Evropě v druhé polovině 19. století čím dál více vnímána jako překážka českých i německých národních zájmů. Češi požadovali, aby bylo jejich království řízeno vládou v jejich hlavním městě, Praze, a ne ve Vídni, a jako hlavní část jejich strategie pasivního odporu se léta nepodíleli na politických diskuzích a rozhodnutích Říšské rady se sídlem ve Vídni zastupujícího všechny národy rakousko-uherské monarchie. Etničtí Němci se v té době do značné míry také chtěli podílet na pokračujícím procesu unifikace Německa.
I když císař v roce 1867 předal interní autonomii Maďarům, aby tak ulevil napětí mezi ním a maďarskou aristokracií, přání Čechů nebyla až do konce říše v roce 1918 vyslyšena. Vzhledem k tomu, že podíl německy hovořících obyvatel na populaci byl v Čechách 37 % a na Moravě 28 %, Němci striktně odmítali být menšinou v českém parlamentu, když v Předlitavsku tvořili část vedoucího národa.
Přestože se české země rozvinuly jako průmyslové centrum monarchie, mnoho Čechů žijících v chudobných životních podmínkách hlavně na jižní Moravě, se mezi lety 1870–1910 přestěhovalo do Vídně. Protože zde řada z nich pracovala v podřadných profesích, obyvatelé Vídně je považovali za nižší sociální třídu, a tak se německé (ve vídeňském dialektu) pojmenování pro Čechy (Bohémy), Böhm nebo Bem, v Rakousku používalo i ve 20. století jako pejorativum. Kromě toho lákala Vídeň také Čechy ze střední třídy, kteří zde studovali a rozvíjeli svou pracovní kariéru, jakými byli Sigmund Freud, Karel Rokytanský, Gustav Mahler, tehdejší budoucí první československý prezident Tomáš Masaryk a mnoho dalších. I dnes můžeme najít potomky českých migrantů ve Vídeňském telefonním seznamu (od příjmení Adamec po Zwierzina).
Jižní Morava byla rodištěm dvou rakouských spolkových prezidentů: Karl Renner, jenž se v roce 1918 rozhodně podílel na vzniku první Rakouské republiky, jako státní kancléř, a později se stal prezidentem na dobu mezi lety 1945–1950; narodil se v roce 1870 v Untertannowitz/Dolních Dunajovicích, tzv. oblouku Dyje (Thayabogen). Adolf Schärf, vice kancléř v letech 1945–1957 a rakouský prezident v letech 1957–1965, se v roce 1873 narodil v Mikulově, blízko rakouské hranice. Mnoho aristokratických a buržoazních rodin s velkým vlivem v rakouské politice, ekonomice a umění mělo a má své kořeny v českých zemích (Schwarzenbergové, Lichtenštejnové ad.).
V průběhu první světové války, kdy bojovalo téměř 1,5 milionu českých vojáků v řadách Rakousko-uherské armády, čeští politici v exilu podporovaní Československými legiemi pracovali na znovuzískání nezávislosti Českého království, později jako společného státu česko-slovenského. Síly států Dohody podporovaly jejich plány, které však nepočítaly s autonomií ani zvláštním statusem pro Němce v novém státě.
Po rozdělení říše v říjnu a listopadu roku 1918, měly Německé Rakousko a Československo krátké rozepře kvůli německým oblastem, kde se více než 3 miliony německých obyvatel chtěly připojit k Německému Rakousku. Češi okamžitě začali tato území okupovat, aby udrželi "integritu českých zemí", a Saintgermainská smlouva z roku 1919 uznala jejich práva na udržení těchto území.
20. ledna 1920 oba státy navázaly diplomatické vztahy. Když se Rakousko v roce 1934 dostalo pod vládu diktatury, rakouští sociální demokraté, jako Otto Bauer a Julius Deutsch, nalezli útočiště v Československu a v Brně založili ALÖS (Auslandsbüro der österreichischen Sozialdemokraten), zahraniční kancelář rakouských sociálních demokratů. Zde do roku 1938 publikovali Arbeiter-Zeitung (v překladu "Dělnické noviny"), které byly deníkem Sociální demokratické strany Rakouska a byly zakázány rakouskými fašisty, protože byly ilegálně vyváženy do Rakouska. V březnu 1938, kdy bylo Rakousko připojeno k Německu, někteří politici opět hledali útočiště v Československu, spolu se Švýcarskem jediné demokratické zemi ve střední Evropě.

### Po druhé světové válce
Mnoho Němců žijících v českých zemích v září 1938 radostně přivítalo Hitlerovu anexi německých území v Česku, zvaných Sudetenland, a podílelo se na okupaci zbytku českého území v březnu 1939. To vedlo po válce k vysídlení Němců z Československa (v letech 1945–1946), jako nacistických kolaborantů, pokud nebyli schopni prokázat účast na protinacistickém odboji nebo nebyli označeni za nezbytné pro chod národního hospodářství. Mnoho z vysídlených Němců se odstěhovalo do západní části okupovaného Německa, někteří se usadili v Rakousku.
V roce 1948 se mezi Československo a Rakousko spustila železná opona. Hodně železničních tratí a silnic mezi nimi bylo uzavřeno na velmi dlouhou dobu. V roce 1968, když pražské jaro skončilo, mnoho Čechů uteklo do Rakouska. Když v roce 1978 začal český spisovatel Pavel Kohout pracovat pro Burgtheater ve Vídni, jeho československé občanství a totéž občanství jeho manželky bylo v roce 1979 následně zrušeno a bylo jim uděleno občanství rakouské.
Roku 1989 mohli Češi poprvé po čtyřiceti letech vstoupit na půdu Rakouska jako svobodní občané. V devadesátých letech protestovali rakouští ekologové proti jaderné elektrárně v Temelíně, která je umístěna 50 kilometrů severně od česko-rakouské hranice. V roce 2001, v tzv. Melckém protokolu, se obě vlády dohodly na jistých standardech nukleární bezpečnosti a mezistátním informování bez prodlevy.
V roce 2008 se Karel Schwarzenberg (český ministr zahraničních věcí) a Jiří Gruša, jenž figuroval jako český velvyslanec a ředitel Diplomatické akademie ve Vídni, shodli, že Češi a Rakušané mluví jinými jazyky, ale jsou jeden národ. Sám Schwarzenberg žil ve Vídni celá desetiletí, než se po roce 1989 opět vrátil do Česka.

### Zastupitelské úřady

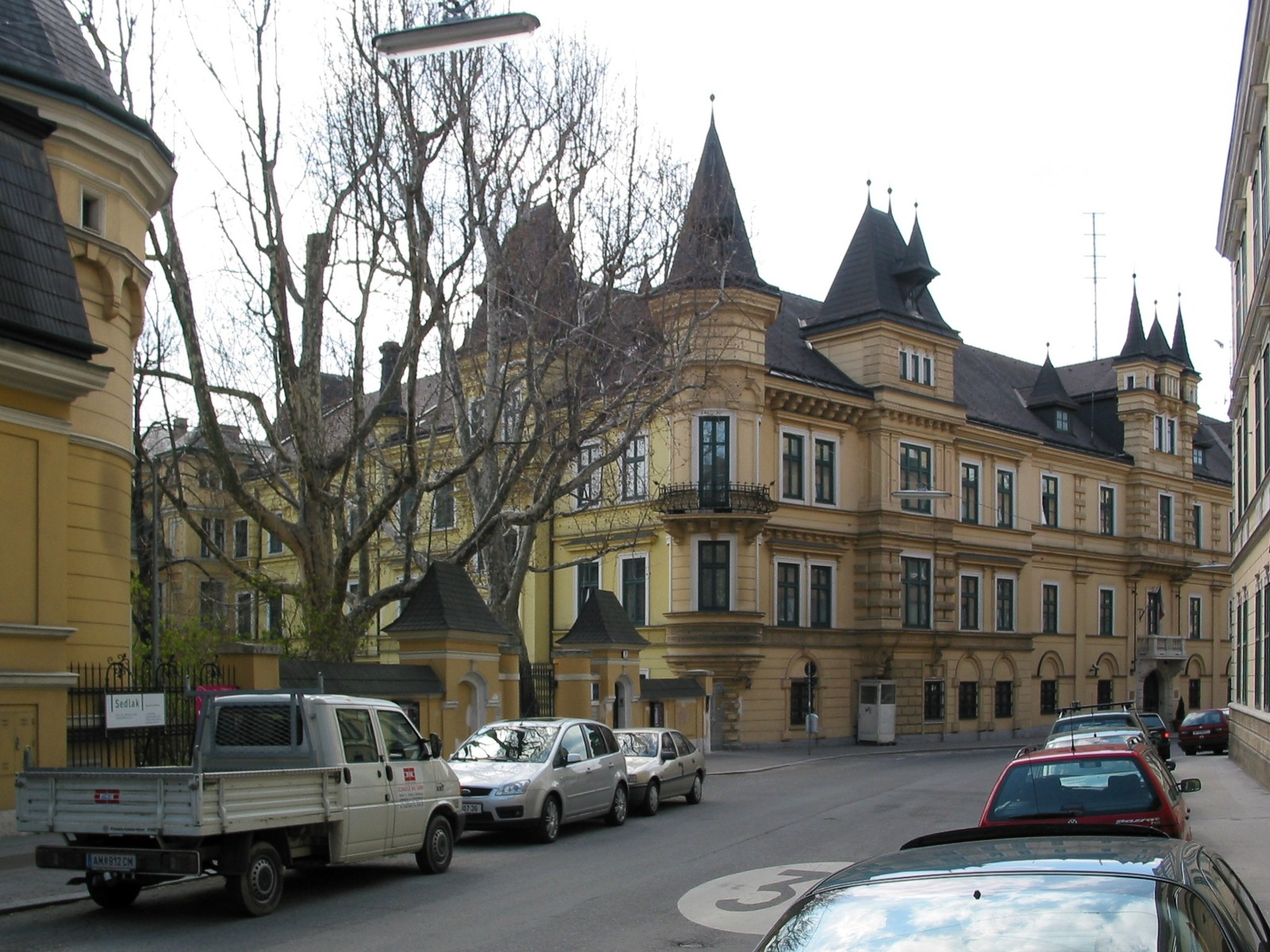
Pohled na české velvyslanectví ve Vídni, které se nachází v paláci Cumberland

Rakousko má ambasádu v Praze a dva honorární konzuláty (v Brně a v Českých Budějovicích). Česko má ambasádu ve Vídni a pět honorárních konzulátů (ve Štýrském Hradci, Innsbrucku, Klagenfurtu, Linci a Salcburku).